# 海南狗牙花
海南狗牙花（学名：Ervatamia hainanensis），为夹竹桃科狗牙花属下的一个植物种。其种加词“hainanensis”意为“海南的”。
现接受名为尖蕾狗牙花（Tabernaemontana bufalina Lour., 1790）。